# Jarkko Tapola
Jarkko Tapola (ur. 5 maja 1944 w Helsinkach) – fiński lekkoatleta, sprinter.
Zdobył brązowy medal w biegu na 60 metrów na halowych mistrzostwach Europy w 1970 w Wiedniu, ulegając jedynie Wałerijowi Borzowowi ze Związku Radzieckiego i Zenonowi Nowoszowi z Polski.
W 1970 był halowym mistrzem Finlandii i Szwecji w biegu na 60 metrów.
Dwukrotnie wyrównywał rekord Finlandii w biegu na 100 metrów rezultatami 10,5 s (31 lipca 1969 w Vuosaari) i 10,4 s (27 lipca 1970 w Vuosaari). Trzykrotnie poprawiał rekord swego kraju w sztafecie 4 × 100 metrów do czasu 40,0 s (18 września 1970 w Pradze).